# Drymoanthus
Drymoanthus là một chi thực vật có hoa trong họ, Orchidaceae. Epiphyte that is đặc hữu của New Zealand. Two known species, D. adversus và D. flavus.